# Museo delle Culture
 (décembre 2008).
Si vous disposez d'ouvrages ou d'articles de référence ou si vous connaissez des sites web de qualité traitant du thème abordé ici, merci de compléter l'article en donnant les références utiles à sa vérifiabilité et en les liant à la section « Notes et références ».
Le Museo delle Culture est un musée d'anthropologie et d'art de Suisse.

## MUSEC – Musée des Cultures de Lugano

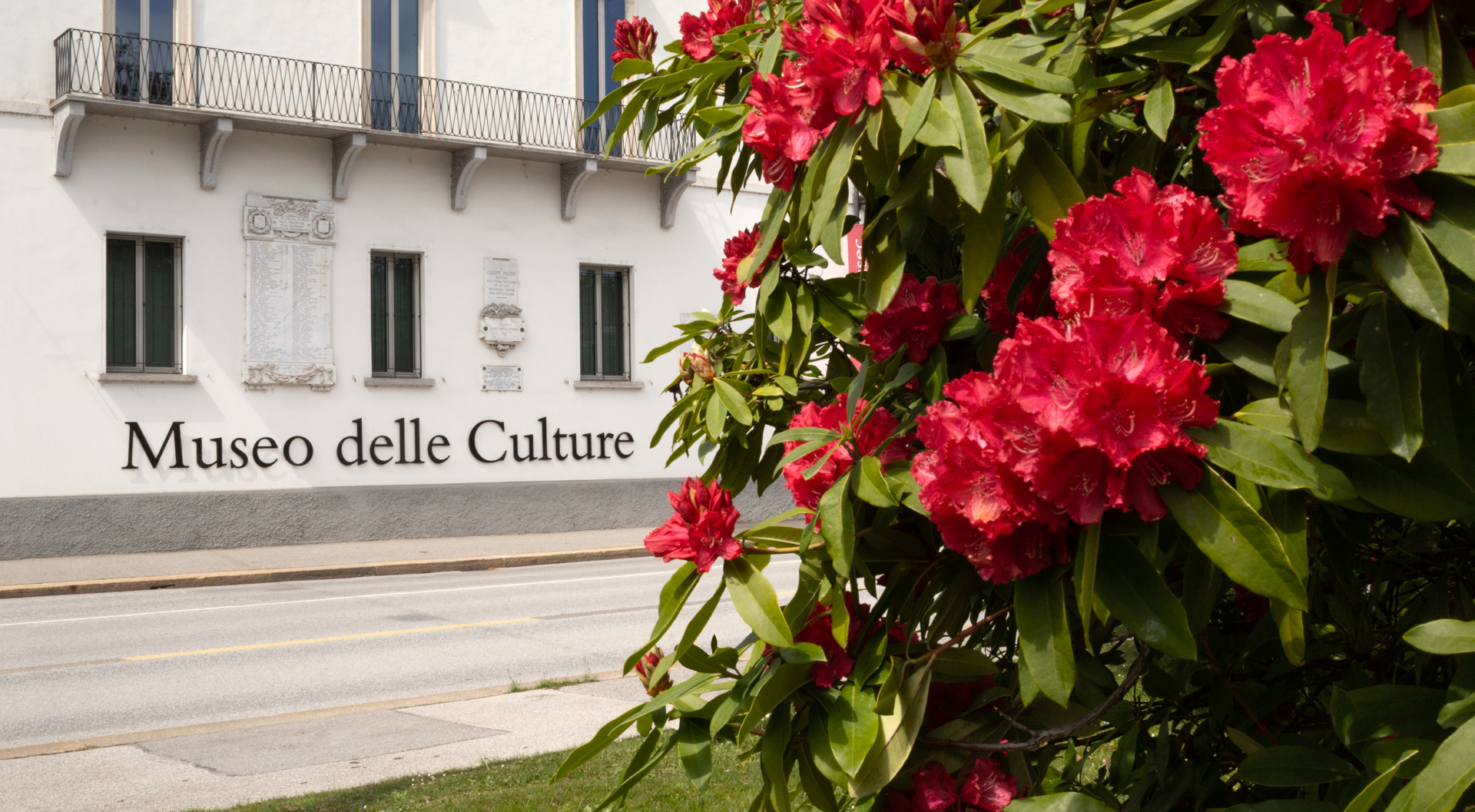
Le MUSEC vu de Riva Caccia, Lugano

MUSEC, Museo delle Culture di Lugano, a été inauguré le 23 septembre 1989 dans le but de conserver la majeure partie de l'art ethnique collectionné par Serge Birignoni et provenant notamment d'Extrême-Orient, d'Inde, d'Asie du Sud-Est, d'Indonésie et d'Océanie. Depuis, le musée a eu l'honneur d'accueillir de nombreuses autres collections prestigieuses d'art ethnique et oriental, de photographie, d'art contemporain et d'art appliqué. Les œuvres données ou déposées au MUSEC ont été ou seront les protagonistes d'expositions temporaires dédiées. Le musée a été fondé sous le nom de Musée des cultures extra-européennes, en 2007 il a été renommé "Museo delle Culture" et depuis 2017 "MUSEC- Museo delle Culture". Il est situé dans la Villa Malpensata, au centre de la ville, avec un accès possible depuis la Via Mazzini et la Riva Caccia.
Depuis le 1er janvier 2019, MUSEC a été confié à une fondation qui assure son fonctionnement tout en maintenant son identité, son autonomie et son image. La "Fondation Culture et Musées (FCM)" permet une gestion plus efficace, capable, grâce également aux locaux rénovés de Villa Malpensata, de générer davantage de synergies et d'économies d'objectifs et d'intensifier l'interaction avec le territoire et le public. Le MUSEC bénéficiera ainsi d'innombrables avantages qui lui permettront de poursuivre et d'améliorer le travail réalisé jusqu'à présent, dans tous les domaines de ses innombrables activités. Pour plus d'informations: https://www.fcmusei.ch/

## Bâtiment

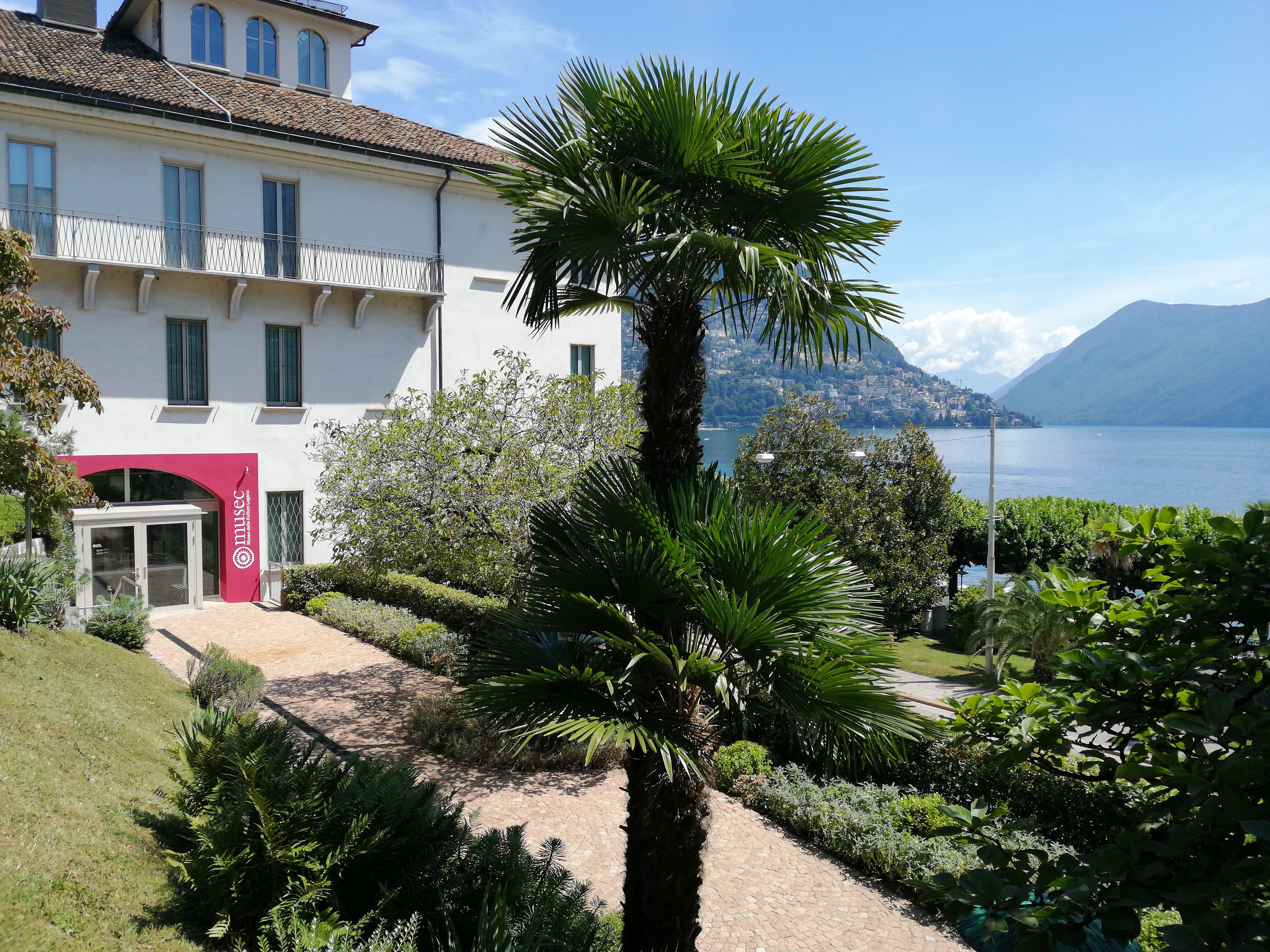
Villa Malpensata, le siège du MUSEC

En 2017, MUSEC déménage à la Villa Malpensata. La villa a été construite par la famille Caccia au milieu du XVIIIe siècle selon le style qui caractérisait à l'époque le réaménagement monumental et pittoresque des rives des grands lacs alpins. Utilisé à partir de 1893 comme musée, il devient à partir de 1973 le siège permanent du Musée d'art et des expositions temporaires de divers types.
La restauration conçue en 2014 pour donner au MUSEC un emplacement plus grand et plus central a impliqué, outre le bâtiment principal, à la fois les deux bâtiments qui le flanquent au nord - destinés aux bureaux et au Centre de recherche et de documentation - et le jardin en terrasse au sud, réorganisé pour accueillir les espaces extérieurs du MUSEC et la terrasse surélevée qui mène à la nouvelle entrée principale. Tous les espaces sont réaménagés selon les normes climatiques et muséographiques internationales et sont équipés des meilleures conditions de sécurité.

### L'histoire
Depuis son ouverture au public le 23 septembre 1989 et jusqu'en 2016, l'Heleneum a été le siège de MUSEC. L'Heleneum est une villa au bord du lac de Lugano construite entre 1930 et 1934 sur le modèle architectural du "Petit Trianon" de Versailles par Hélène Bieber, une femme cosmopolite à la forte volonté qui voulait le transformer en un centre de divertissement social et culturel et qui y a vécu jusqu'en 1967. En raison notamment de la crise économique des années 1930, Hélène Bieber a échoué dans ses intentions et l'Heleneum est resté une habitation peu habitée jusqu'à ce que, en 1969, il soit acheté par la municipalité de Castagnola, aujourd'hui un quartier de la ville de Lugano.
De 1969 à 1971, l'Heleneum a été le lieu des cours de piano donnés par Carlo Florindo Semini, Franco Ferrara et Arturo Benedetti Michelangeli. De 1971 à 1973, la villa a accueilli les cours d'été et les séminaires de l'Institut tessinois des hautes études, dirigé par Elémire Zolla, qui ont réuni d'importants chercheurs de différentes disciplines sur les thèmes de la connaissance religieuse.
Plus tard, jusqu'en 1976, l'Heleneum a été le siège du Centre d'études sémantiques et cognitives de l'Institut Dalle Molle, qui opérait dans le domaine de l'intelligence artificielle, à ses débuts à l'époque, et qui organisait divers séminaires auxquels participaient des universitaires et des chercheurs du monde entier. La villa a finalement été le jardin d'enfants de Castagnola et a servi de décor à des productions cinématographiques auxquelles ont participé, entre autres, Bruno Ganz et Aldo Fabrizi.

## Collections

### La collection Brignoni
MUSEC a ouvert ses portes en 1989 grâce au legs d'œuvres d'art ethnique que l'artiste et collectionneur suisse Serge Brignoni (1903-2002) a rassemblées au cours de la longue période comprise entre 1930 et le milieu des années 1980, lorsqu'il a décidé d'en faire don à la ville de Lugano. La collection témoigne ainsi, tout d'abord, du lien entre les formes de créativité des cultures des "mers du Sud" et l'objet que les avant-gardes artistiques du XXe siècle discutaient dans leurs cercles et tentaient de créer dans leurs œuvres. Les œuvres sont l'expression d'un choix raffiné qui privilégie les meilleurs articles manufacturés et sait reconnaître phénoménologiquement les expressions d'un art non encore acculturé. Les genres et les origines géographiques, bien qu'avec quelques exceptions significatives, reflètent ceux qui sont les plus répandus dans les collections européennes, australiennes et nord-américaines du milieu du XXe siècle et les "pièces" de ce qui était considéré à l'époque comme les objets indispensables de la collection ne manquent pratiquement pas. Le goût pour les œuvres sculpturales est particulièrement évident, marqué par un contenu expressionniste et des méthodes créatives et par une richesse particulière de dessin et de décoration picturale.

### Autres collections
À la suite de l'ouverture du musée et surtout depuis sa relance en 2005, le MUSEC accueille et enrichit de nombreuses autres Collections, dont certaines sont énumérées ci-dessous : la Collection Ceschin Pilone-Fagioli (photographies japonaises en albumine peintes à la main, datant de la fin du XIXe et du début du XXe siècle) ; la Collection Pilone (comprend plus de 400 œuvres ou groupes d'œuvres du théâtre chinois, dont des masques et des visages peints, des coiffures, des accessoires de maquillage et de costumes, des éventails, des instruments de musique et des décors entiers) ; la Collection et le fonds Nodari (un millier d'œuvres d'art et d'objets de culture matérielle, deux grands bateaux fluviaux, environ 6. 000 photographies, 71 films documentaires et plus de soixante heures d'enregistrements sonores sur cassette ou bande, recueillis sur le terrain, lors d'une série de voyages en Afrique - notamment dans le Haut Congo - dans les années 1950 et 1960) et la collection Antonini (plus de 1100 peignes ornementaux du monde entier). Pour la liste complète, veuillez vous référer à la page:

## Expositions
MUSEC préserve et enrichit les collections d'art d'Extrême-Orient, d'Inde, d'Asie du Sud-Est et d'Océanie. Le nouveau siège, la Villa Malpensata du XVIIIe siècle, située sur la promenade du lac de Lugano, offre un cadre en perpétuel changement selon les canons de la muséologie les plus modernes. Le musée, important centre de recherche sur l'anthropologie de l'art, propose simultanément au public au moins trois expositions capables de communiquer, chacune selon ses particularités thématiques, la richesse et l'articulation globale de son projet culturel.
Le "Spazio Tesoro", situé à l'entrée du musée et en accès libre, accompagne le visiteur sur un parcours périodiquement renouvelé, avec des œuvres de la collection Brignoni et des autres principales collections du musée. Un parcours plein de sens permet au visiteur, entre autres, d'interagir dynamiquement avec les thèmes et les œuvres présentés dans les autres espaces d'exposition du musée, tantôt en les anticipant, tantôt en fournissant de précieuses clés d'interprétation, utiles pour saisir l'unité du projet muséographique.
Le « Spazio Maraini » présente les expositions du cycle « Esovisioni » consacré à la photographie de voyage et au thème de l'exotisme dans l'œuvre des grands photographes.
Le « Spazio Cielo » est entièrement destiné à l'accueil des expositions du projet « Cameredarte », consacrées aux nouvelles acquisitions, aux collectionneurs qui collaborent avec MUSEC et aux artistes contemporains qui ont approché les activités du Musée au fil des ans.
Le « Spazio Mostre » qui occupe deux étages du musée présente les grandes expositions 